# فرانس مابيلتسا
فرانس مابيلتسا (بالإنجليزية: France Mabiletsa) (مواليد 25 نوفمبر 1962) هو ملاكم بوتسواني، مثّل بلاده في الألعاب الأولمبية الصيفية 1992.

## روابط خارجية
فرانس مابيلتسا على موقع اللجنة الأولمبية الدولية (الإنجليزية)
- فرانس مابيلتسا على موقع أوليمبيديا (الإنجليزية)
- فرانس مابيلتسا على موقع اتحاد ألعاب الكومنولث (مؤرشف) (الإنجليزية)